# Gerknäs järnvägsstation
Gerknäs järnvägsstation (finska: Kirkniemen rautatieasema, förkortning: Krn) är en järnvägshållplats på Hangö-Hyvingebanan i Lojo i det finländska landskapet Nyland. Stationen öppnades cirka 1875 och persontrafiken nedlades 1983.

## Historia
Gerknäs har funnits i stationsförteckningen åtminstone sedan 1875. Stationen etablerades nära Gerknäs herrgård. Stationsbyggnaden uppfördes år 1900 enligt Bruno Granholms ritningar för den så kallade "Platformskjul I"-typen. Redan år 1906 ersattes byggnaden av en ny stationsbyggnad i nationalromantisk och jugendstil, även den ritad av Granholm. Byggnaden utvidgades år 1923. Stationens exteriör har till största delen förblivit i ursprungligt skick.
Från Gerknäs byggdes ett industrispår till Virkby kalkbruk. År 1966 öppnades ett pappersbruk i Gerknäs, vilket ökade godstrafiken. Persontrafiken lades ned den 25 september 1983, men biljettförsäljningen fortsatte fram till 2001. Stationsbyggnaden och andra byggnader på stationsområdet övergick till finska statens bolag Senatfastigheter år 2007.